# Episodi di Sex and the City (prima stagione)
La prima stagione della serie televisiva Sex and the City, composta da 12 episodi, è stata trasmessa per la prima volta negli Stati Uniti  dal 6 giugno 1998 al 23 agosto 1998 sul canale HBO.
| nº | Titolo originale                    | Titolo italiano                 | Prima TV USA   | Prima TV Italia |
| -- | ----------------------------------- | ------------------------------- | -------------- | --------------- |
| 1  | Sex and the City                    | Le donne, il sesso e gli uomini | 6 giugno 1998  | 10 marzo 2000   |
| 2  | Models and Mortals                  | A ognuno il suo                 | 6 giugno 1998  | 2000            |
| 3  | Bay of Married Pigs                 | Singles & Sposati               | 21 giugno 1998 | 2000            |
| 4  | Valley of the Twenty-Something Guys | Incontri casuali                | 28 giugno 1998 | 2000            |
| 5  | The Power of Female Sex             | Il giusto scambio               | 5 luglio 1998  | 2000            |
| 6  | Secret Sex                          | Desideri particolari            | 12 luglio 1998 | 2000            |
| 7  | The Monogamists                     | Libertà di coppia               | 19 luglio 1998 | 2000            |
| 8  | Three's a Crowd                     | Sesso a tre                     | 26 luglio 1998 | 2000            |
| 9  | The Turtle and the Hare             | Autoerotismo                    | 2 agosto 1998  | 2000            |
| 10 | The Baby Shower                     | "Loro" ti cambiano la vita      | 9 agosto 1998  | 2000            |
| 11 | The Drought                         | Mancanza di sesso               | 16 agosto 1998 | 2000            |
| 12 | Oh Come All Ye Faithful             | Amore e sesso                   | 23 agosto 1998 | 2000            |

## Le donne, il sesso e gli uomini
- Titolo originale: Sex and the City
- Diretto da: Susan Seidelman
- Scritto da: Darren Star

### Trama
Carrie cerca di capire se per le donne è possibile copulare senza sentimento come accade agli uomini. Mentre è in un bar con Stanford, la ragazza incontra Kurt, un suo ex che incarna perfettamente l'ideale di uomo che desidera solo sesso senza impegni. Carrie lo seduce e si accorda con lui per un incontro di puro sesso. La ragazza, dopo aver ricevuto ciò che desiderava, se ne va lasciando il suo partner a bocca asciutta. Carrie si scontra con Mr. Big per strada e lui l'aiuta a raccogliere gli oggetti che le sono caduti dalla borsa. Charlotte esce con Capote Duncan, mentre le altre tre amiche si recano a una festa. Samantha nota che alla festa c'è Mr. Big e decide di sedurlo, mentre Miranda conosce il romantico Skipper. Charlotte decide di non andare a letto con Capote subito la prima sera e, mentre sono in taxi l'uomo decide di passare la seconda parte della serata alla festa, affermando di avere troppo bisogno di sesso per poter aspettare. Samantha non riesce a conquistare Mr. Big e quindi ripiega su Capote. Carrie incontra Mr. Big a fine serata.
- Altri interpreti: Roxanne Amandez (Donna in strada), Jonah Bay (Ragazzo popolare), Scott Bryce (Tim), John Cenatiempo (Autista), Willie Garson (Stanford Blatch), Donna Hanover (Realtor), Bruce McCarty (Peter Mason), Navia Nguyen (Tatiana), Jeffrey Nordling (Capote Duncan), Bill Sage (Kurt Harrington), Ben Weber (Skipper Johnston), Sarah Wynter (Elizabeth), Nikita Ager (Ragazza carina, non accreditata), Christopher Del Gaudio (Cliente del ristorante, non accreditato)

## A ognuno “il suo”
- Titolo originale: Models and Mortals
- Diretto da: Alison Maclean
- Scritto da: Darren Star

### Trama
Miranda viene invitata a una cena da Nick, un uomo che conosce appena. Al termine della serata, gli amici dell'uomo le rivelano che Nick frequenta solo delle modelle e che loro stanno cercando di convincerlo a intrattenersi con persone più intelligenti. Le quattro amiche discutono di quanto i canoni estetici proposti dalla pubblicità intimidiscano le persone normali. Skipper incontra Carrie e le rivela di essere molto attratto da Miranda e di aver fatto sesso con lei ma solo di pomeriggio. Il ragazzo vorrebbe ricontattarla ma lei si nega al telefono. Carrie e Samantha si recano a una sfilata di moda alla quale partecipa anche Derek, il pupillo di Stanford. Alla festa che segue la sfilata, Carrie incontra Mr. Big e gli parla del suo lavoro ma resta turbata quando vede che lui è in compagnia di una modella. Samantha, vuole dimostrare di avere più fascino di una top-model e seduce un classico "sciupa modelle" pretendendo di essere filmata durante l'amplesso esattamente come il ragazzo è solito fare con le altre donne. Derek chiede a Carrie se può passare il resto della serata con lei sua perché in realtà odia la confusione e a New York si sente solo. Miranda incontra Skipper e decide di dargli un'altra possibilità.
- Altri interpreti: Andrea Boccaletti (Derek, detto anche The Bone, l'unico cliente che Stanford sopporta), Emily Cline (AshLeigh B.), Sandra Daley (Deanne), Katie Finneran (Ellen), Andy Fowle (Dave), Willie Garson (Stanford Blatch), Michelle Griffin (Misha), Amanda Harker (Marissa), Ryohei Hoshi (Korean Grocer), James Hyde (Brad Fox), Alicia Tully Jensen (Yvette), Jo-Jo Lowe (Cassie Fields), David Andrew MacDonald (Greg), Gabriel Macht (Barkley), Moniere (supermodella), Josh Pais (Nick Waxler), Montse Viader (Xandrella), Ben Weber (Skipper Johnston)

## Singles & Sposati
- Titolo originale: Bay of Married Pigs
- Diretto da: Nicole Holofcener
- Scritto da: Michael Patrick King

### Trama
Carrie è invitata negli Hamptons da una coppia di amici sposati. Al mattino, mentre si reca in cucina per la colazione, Carrie incontra il marito che si aggira per casa senza mutande e, quando rivela l'accaduto alla moglie, questa la caccia di casa. Le quattro amiche discutono di come le coppie sposate possano far sentire a disagio i single. Miranda si reca a una partita di softball organizzata dal suo studio legale e, per non recarvisi da sola, decide di accettare che un collega le presenti qualcuno. Il collega però pensa che Miranda sia lesbica e le presenta una ragazza omosessuale. Le due si chiariscono subito e decidono di giocare assieme. Miranda e la sua nuova amica vengono notate da un socio anziano dello studio che le invita a una festa a casa sua. Carrie continua la sua indagine nel mondo delle coppie sposate e scopre che queste cercano sempre di combinare degli incontri tra gli amici rimasti single: una coppia di amici, infatti, le presenta Sean, un ragazzo che ha appena comprato una casa e ha intenzione di trovare l'anima gemella. Alla festa per l'inaugurazione dell'abitazione di Sean, Carrie invita anche Samantha e Charlotte senza sapere però che tutti gli altri invitati sono coppie sposate. Samantha, frustrata dalla situazione, si ubriaca e Charlotte la porta a casa sua. Miranda, al termine della sua serata, rivela al suo capo di non essere lesbica e di aver assecondato le sue convinzioni solo per fargli notare il suo lavoro allo studio. Miranda prova inoltre a baciare la sua amica per mettere alla prova la sua eterosessualità. Carrie lascia Sean e gli consiglia di provare a uscire con Charlotte che è più propensa all'idea del matrimonio. Samantha, ancora ubriaca, seduce il portiere del condominio di Charlotte, quest'ultima dopo aver frequentato per un breve periodo Sean, lo lascia per problemi di compatibilità.
- Altri interpreti: Joanna Adler (Syd), Remy Auberjonois (Cameriere), Kristen Behrendt (Rebecca), H. Jon Benjamin (Jeff), Karen Braga (Donna intellettuale), John G. Connolly, John Connolly (David), Kerrianne Spellman Cort (Anna), Andrew Fiscella (Colletto blu), David Forsyth (Socio anziano, Charles "Chip"), Willie Garson (Stanford Blatch), Karl Geary (Tommy), Isabel Gillies (Elaine), Melora Griffis (Giovane trentenne), Jennifer Guthrie (Patience), David Healy (Peter), Lou Liberatore (Lou), Scott Rabinowitz (Sean), Peter Reardon (Paul), Peter Rini (Joe), Stephanie Venditto (Lisa), Elizabeth Yaskin (Ospite al matrimonio, non accreditata)

## Incontri casuali
- Titolo originale: Valley of the Twenty-Something Guys
- Diretto da: Alison Maclean
- Scritto da: Michael Patrick King

### Trama
Carrie continua a incontrare Mr. Big per strada e alle feste e a uno di questi incontri decidono di uscire insieme. La sera dell'appuntamento Mr. Big lascia un messaggio sulla segreteria telefonica di Carrie dicendo che tarderà. Durante la serata Samantha presenta a Carrie Sam, un ragazzo poco più che ventenne mentre lei si dedica a Jon, uno chef giovane e famoso. Mr. Big si presenta alla festa proprio quando Carrie sta osservando da vicino il piercing sulla lingua di Sam. Carrie inizia così a frequentare Sam, ma Mr. Big la invita nuovamente a un appuntamento. Poco prima di uscire di casa, Carrie riceve una telefonata da Charlotte che le rivela che il suo ragazzo le ha chiesto di fare del sesso anale. Le quattro amiche si ritrovano quindi per discutere della questione. Carrie arriva quindi al suo appuntamento con un leggero ritardo e scopre che Mr. Big non è solo: un amico, disperato per la fine del suo secondo matrimonio, ha deciso di mangiare con loro. Carrie, turbata dal comportamento di Mr. Big, lascia soli i due. Dopo aver dormito con Sam, scopre quanto sia disordinata e sporca casa sua e scappa, capendo che una relazione con un ragazzo così giovane non va bene per lei. Per rimediare alla delusione va a fare shopping e, sulla strada di casa, incontra Mr. Big che la invita di nuovo a uscire.
- Altri interpreti: Daniel Gerroll (Mr. Marvelous), Wendy Johnson (Shaylo), French Napier (Jock Guy), Timothy Olyphant (Sam), Michael Parr (Jake Lewis), Josh Stamberg (Brian), Robert Steinman (Venditore), Kohl Sudduth (Jon), Panicker Upendran (Taxista), André Vippolis (Fred King), Ben Weber (Skipper Johnston), James A. Wolf Jr. (Rich Stein), Michael Cline (Uomo nell'ascensore, non accreditato), Kenneth Keith Kallenbach (Compagno di stanza di Sam, non accreditato), Johnny Santiago (Barista, non accreditato)

## Il giusto scambio
- Titolo originale: The Power of Female Sex
- Diretto da: Susan Seidelman
- Scritto da: Darren Star e Jenji Kohan

### Trama
Carrie incontra Amalita, un'amica che fa la prostituta di lusso. Le quattro amiche discutono del rapporto tra sesso, soldi e potere. Charlotte rivela alle altre ragazze che ha conosciuto un pittore famoso e lui le ha proposto di visionare i suoi quadri per l'allestimento di una mostra. Grazie ad Amalita, Carrie conosce un attraente architetto francese e passa la notte assieme a lui. La mattina, trova 1000 dollari sul comodino e si chiede se lui non l'abbia scambiata per una prostituta. Charlotte scopre che l'artista che ha conosciuto ritrae vagine e questi le chiede di fare da modella.
- Altri interpreti: Sean Arbuckle (Venditore), Kenneth Brown (Cameriere), Jordi Caballero (Mario), Carole Davis (Amalita Amalfi), Ed Fry (Gilles), Charles Keating (Neville Morgan), Mimi Langeland (Hostess), Phyllis Somerville (Gertrude Morgan), Ben Weber (Skipper Johnston), Kimberly Evan (Hostess, non accreditata)

## Desideri particolari
- Titolo originale: Secret Sex
- Diretto da: Michael Fields
- Scritto da: Darren Star

### Trama
Carrie fa un servizio fotografico per una pubblicità della sua rubrica che verrà apposta sulle fiancate degli autobus di una linea di New York. Carrie e Mr. Big riescono ad avere il loro primo appuntamento e i due vanno subito a letto assieme. La ragazza teme però che questa scelta possa aver rovinato una potenziale storia. Al ristorante cinese, Carrie ritrova un suo vecchio amico in compagnia della sua fidanzata ma l'uomo non gliela presenta. Qualche giorno dopo, il ragazzo spiega a Carrie che non le ha presentato la ragazza perché sa che non è la persona giusta per lui. Quando incontrano un amico di Mr. Big, Carrie non viene presentata e, memore delle azioni dell'amico, si chiede se il suo partner si vergogni di lei. Nel frattempo, Miranda incontra Ted in palestra e decide di uscirci. I due vanno a letto assieme e la mattina, quando Ted esce per lavoro, Miranda fruga tra la sua roba e trova un film porno dove un uomo viene sculacciato. Quando rivede il ragazzo, gli lancia una battutina, lui si offende e decide di rompere ogni rapporto con lei. Carrie ubriaca va a trovare Mr. Big e gli chiede se si vergogna di lei, lui risponde di no giustificando i suoi comportamenti.
- Altri interpreti: David Aaron Baker (Ted Baker), Heather Barclay (Libby Biyalick), Phil Coccioletti (Amico di mr. Big), Glenn Fleshler (Shmuel), Michael Port (Mike Singer)

## Libertà di coppia
- Titolo originale: The Monogamists
- Diretto da: Darren Star
- Scritto da: Darren Star

### Trama
Carrie è tutta presa dalla sua nuova relazione e trascura un po' le amiche. La ragazza organizza quindi un'uscita per farsi raccontare le ultime novità: Samantha sta cercando un nuovo appartamento, Miranda ha seguito un'importante fusione tra due società, mentre Charlotte si è fidanzata ma non vuole copulare oralmente con il partner. Carrie nota che Mr. Big è a cena con un'altra donna nello stesso loro ristorante e rimane un po' delusa perché pensava di avere un rapporto esclusivo con lui. Nei giorni successivi, Carrie conosce Jared grazie a Stanford, mentre Miranda incontra Skipper con la sua nuova ragazza. Miranda chiama il ragazzo e questi, pensando che lei gli stia chiedendo di rimettersi assieme, lascia la sua ragazza. Carrie va a una festa con Mr. Big, ma la serata è un susseguirsi di equivoci e la ragazza, sempre più irritata, se ne va e si reca alla festa organizzata da Jared. Miranda fa l'amore con Skipper ma, quando scopre che questi ha lasciato la sua ragazza, gli rivela di non essere pronta per una relazione di tipo esclusivo. Il ragazzo ci rimane molto male e se ne va. Charlotte rivela al suo partner che non ama il sesso orale e, quando scopre quanto è importante per lui questa pratica, lo lascia. Quando Jared chiede a Carrie di passare la notte assieme, la ragazza chiama Mr. Big e gli dice che se non vuole perderla dovrà venire a prenderla alla festa. Il parco dove si svolge l'evento però ha due entrate e per parecchio tempo i due non riescono a incontrarsi. Una volta risolto l'equivoco, Carrie chiede a Mr. Big di avere un rapporto esclusivo e l'uomo accetta.
- Altri interpreti: Caroline Aaron (Pamela Glock), Todd Barry (Ragazzo ordinario), Michael Dale (Rick Connelly), Willie Garson (Stanford Blatch), Kate Jennings Grant (Alison Roth), Avalon Hodges (Julia), Jack Koenig (Michael Conway), James McCaffrey (Max), John Scurti (Chunky Gay Gay), Michael Spiller (Tipo scaltro), Justin Theroux (Jared), Ben Weber (Skipper Johnston), Deborah Zoe (Melissa)

## Sesso a tre
- Titolo originale: Three's a Crowd
- Diretto da: Nicole Holofcener
- Scritto da: Jenny Bicks

### Trama
Carrie scopre che Big è stato sposato, e con l'inganno conosce la moglie, cominciando una sorta di "storia a tre" mentale. Anche le altre donne sono alle prese con storie a tre: il fidanzato di Charlotte glielo chiede, ma poi la lascia per l'altra, Samantha si trova a uscire con un uomo sposato che, scoperto dalla moglie, vuole mettersi con lei mentre Miranda è turbata dal fatto che nessuno voglia avere una storia a tre con lei.
- Altri interpreti: Sherri Alexander (Peacock Woman), Gerry Bamman (Shrink), Noelle Beck (Barbara, ex-moglie di mr. Big), Catherine Corpeny (Moglie), Amy de Lucia (Bella donna), Laura Ekstrand (Donna comune), Lisa Emery (Ruth/trentenne), P.J. Heslin (Marito), Toni James (Donna normale), Joseph Murphy (Jack), Suzanne Smith (Donna di Long Island), Suzanne Smith (Ragazza di Long Island), Matthew Sussman (Uomo di Wall Street)

## Autoerotismo
- Titolo originale: The Turtle and the Hare
- Diretto da: Michael Fields
- Scritto da: Nicole Avril, Sue Kolinsky

### Trama
- Carrie è turbata perché Mister Big le dice che non si vuole sposare di nuovo, così Stanford le propone di sposarlo per ereditare parte della fortuna di famiglia. Charlotte comincia una storia col "coniglio", un vibratore a forma di coniglio, mentre Samantha esce col "Tartarugo", un uomo dal fiato terribile.
- Altri interpreti: Willie Garson (Stanford Blatch), Jack Merrill (Ragazzo degli annunci personali), Haviland Morris (Brooke), Sebastian Roché (Jerry), Ric Sechrest (Studente all'università Brown), Mimi Weddell (Nonna di Stanford), Timothy Wheeler (La tartaruga Bernie Turtletaub), Ann Harada (Donna sposata infelice, non accreditata), Irma St. Paule (Ospite al matrimonio annoiata, non accreditata)

## "Loro" ti cambiano la vita
- Titolo originale: The Baby Shower
- Diretto da: Susan Seidelman
- Scritto da: Terri Minsky

### Trama
Carrie ha un ritardo, e teme di essere incinta; con le altre tre amiche partecipa a un "bambino-party" organizzato da Laney, compagna di feste qualche anno prima. Samantha organizza un "non ho un bambino party" e alla fine a Carrie vengono le mestruazioni.
- Altri interpreti: Betsy Aidem (Susan), Debbon Ayer (Mindy), Blair Hickey (Jonathan), Michael Kennealy (Ed), Anne Lange (Gretchen), Toby Poser (Madre), Lois Robbins (Brigid), Robin Ruzan (Roxanne), Richard Toth (Fred), Dana Wheeler-Nicholson (Laney Berlin), Welker White (Rebecca), Mary DeBellis (Vicina di Laney, non accreditata), Dorinda Katz (Doreen, non accreditata), Mark Schrier (Josh, non accreditato)

## Mancanza di sesso
- Titolo originale: The Drought
- Diretto da: Matthew Harrison
- Scritto da: Michael Green e Michael Patrick King

### Trama
Carrie passa la notte con Mr. Big e al suo risveglio fa un peto nel letto. L'imbarazzo è tale da indurla a non parlare con il suo partner per qualche giorno. Quando la situazione ritorna alla normalità, Mr. Big non sembra più lo stesso: Carrie nota che l'uomo qualche sera non ha voglia di fare l'amore. Miranda è senza un uomo da mesi, mentre Samantha cerca di sedurre un maestro di yoga che pratica l'astinenza. Charlotte esce con un uomo che assume del Prozac e che ha sedato in questo modo tutti i suoi istinti sessuali.
- Altri interpreti: Anthony DeSando (Siddhartha), Dann Fink (Uomo), Joe Mosso (Very Married Man), David Lee Russek (Kevin), Ellen Synn (Korean Woman), Ed Vassallo (Eddie), Stephen Vause (Girl Watcher)

## Amore e sesso
- Titolo originale: Oh Come All Ye Faithful
- Diretto da: Matthew Harrison
- Scritto da: Michael Patrick King

### Trama
Miranda esce con un fervente cattolico che si fa la doccia dopo ogni rapporto sessuale. Carrie, scopre che Mr. Big accompagna la madre in chiesa ogni domenica mattina. Samantha conosce James in un jazz bar e se ne innamora. Charlotte, temendo che anche Samantha possa sposarsi prima di lei, si rivolge a un'esperta di cabala per conoscere il suo futuro ma questa le rivela di non vedere alcun segno di un possibile matrimonio. Carrie chiede a Mr. Big di conoscere sua madre, ma lui divaga e le propone una vacanza ai Caraibi. Miranda cerca di convincere il suo partner a non andare a farsi una doccia dopo l'amplesso, ma i due litigano e si lasciano. Samantha fa l'amore per la prima volta con il suo uomo, ma si accorge che il pene di James è piccolissimo. Carrie decide di spiare Mr. Big mentre accompagna la madre in chiesa ma, durante la funzione fa cadere un libro e tutti si voltano a guardarla. Mr. Big presenta così Carrie alla madre definendola però "un'amica". Miranda torna con Skipper. Carrie prima di partire chiede a Mr. Big di darle un segno del suo amore. Lui non le dice di amarla e Carrie capisce che il suo rapporto con Mr. Big è sbilanciato e lo lascia.
- Altri interpreti: Duane Boutte (Allanne), Willie Garson (Stanford Blatch), James Goodwin (James), John Benjamin Hickey (Tom), Marcia Jean Kurtz (Noanie), Novella Nelson (Madame Lordes), Lázaro Pérez (Interprete), Marian Seldes (Mrs. Big), Ben Weber (Skipper Johnston), Christopher Wynkoop (Sacerdote)